# صموئيل بي. نيوتن
صموئيل بي. نيوتن (بالإنجليزية: Samuel B. Newton)‏ هو مدير فني أمريكي، ولد في 4 ديسمبر 1868 في يارموث ‏ في الولايات المتحدة، وتوفي في 30 أبريل 1932.